# Siemens Combino Duo
Der Siemens Combino Duo ist eine Baureihe von Straßenbahnwagen, die sowohl über die Fahrleitung als auch über ein Dieselaggregat betrieben werden können (Zweikraftlokomotive) und vom Combino abgeleitet sind. Von diesem Typ wurden bisher lediglich drei Fahrzeuge an die Straßenbahn Nordhausen ausgeliefert, wo sie die Nummern 201–203 erhielten. Die Harzer Schmalspurbahnen teilten diesen Fahrzeugen die (nur intern verwendeten) Nummern 187 201 bis 203 zu.
Da sowohl die Nordhäuser Straßenbahn als auch die Harzquerbahn eine Spurweite von 1000 mm nutzen und am Bahnhof Nordhausen Nord nur wenige Meter voneinander entfernt verlaufen, bestanden schon früh Pläne, die beiden Bahnstrecken zu verbinden. Nach der Wiedervereinigung Deutschlands kamen schließlich konkrete Planungen auf, ein Verbindungsgleis zwischen der Straßenbahnhaltestelle „Hauptbahnhof“ und dem Bahnhof Nordhausen Nord zu bauen. Im Jahr 1999 unterzeichneten die HSB und die Stadtwerke Nordhausen eine Absichtserklärung, die Gleisverbindung zur Landesgartenschau 2004 herzustellen.
Da die Strecke der HSB nicht elektrifiziert ist und man sich gegen den Fahrleitungsbau entschied, führten die Stadtwerke Nordhausen zunächst Probefahrten mit einem „Twino“ genannten umgebauten Straßenbahnwagen des Typs GT4 durch. Dieser Wagen wurde zum 100-jährigen Bestehen der Stadtwerke im Jahr 2000 der Öffentlichkeit vorgestellt. Mit diesem Wagen wurde die Möglichkeit eines Zweikraftbetriebs in der Praxis erprobt.

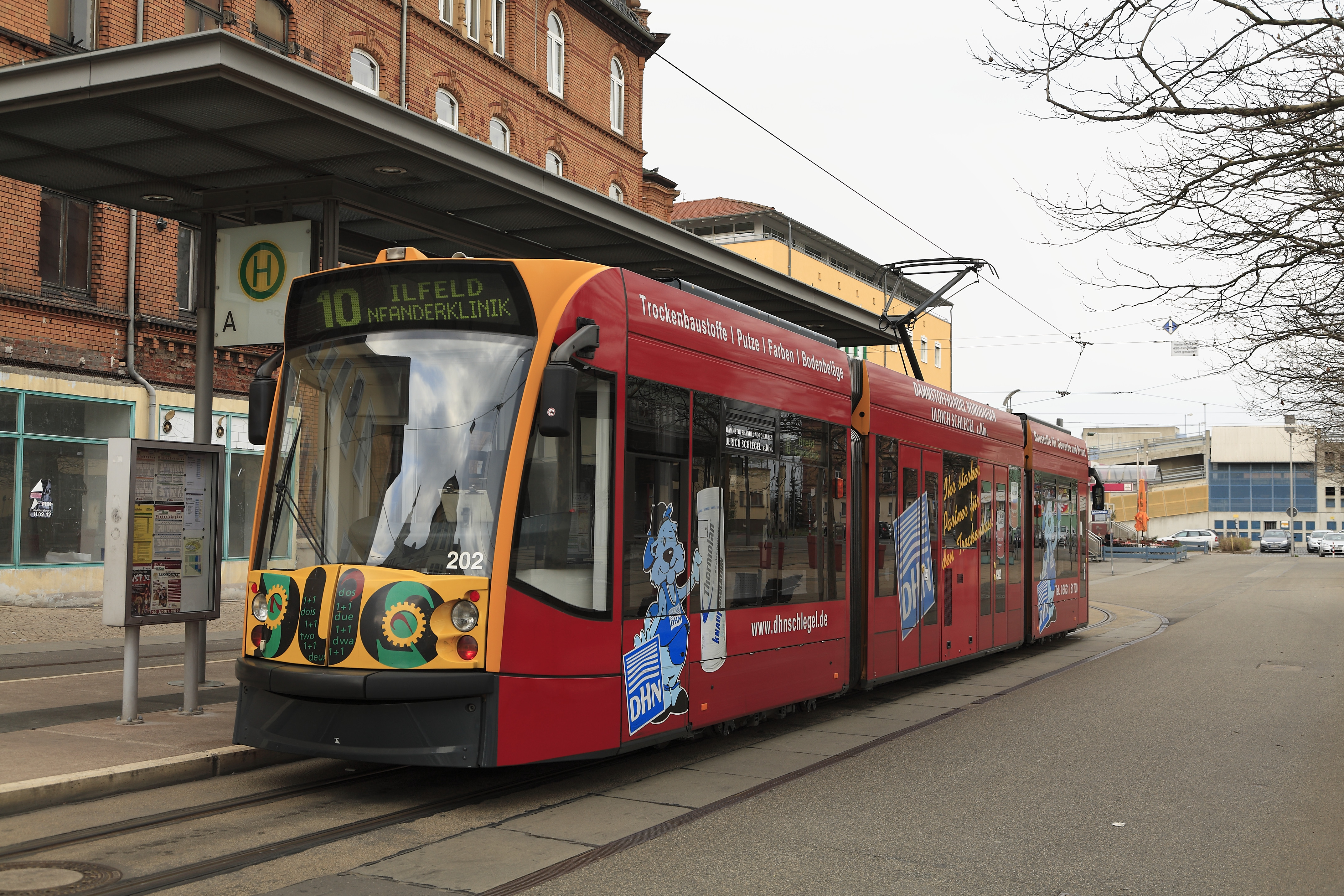
Ein Combino Duo auf dem Bahnhofsplatz in Nordhausen

Im Jahr 2002 begannen die Baumaßnahmen zur Herstellung der Gleisverbindung, die Stadtwerke entschlossen sich nach erfolgreichem Abschluss der Probefahrten mit dem „Twino“ für eine Neubestellung von drei Zweirichtungstriebwagen des Typs Combino, von denen seit 1999 bereits sieben Fahrzeuge für die Straßenbahnstrecken beschafft wurden. Um auch die nicht elektrifizierten Gleise der Harzquerbahn befahren zu können, erhielten die Wagen im Mittelteil zwischen den Türen einen Dieselmotor des Herstellers BMW. Dieser erzeugt in Verbindung mit einem angeflanschten Generator den Strom für die Fahrmotoren und Hilfsbetriebe des Triebwagens. Vom Hersteller Siemens wurde dieser Baureihe der Name „Combino Duo“ gegeben.
Aufgrund des Platzbedarfs des Dieselaggregats bieten die Triebwagen mit 27 Sitz- und 68 Stehplätzen deutlich weniger Plätze als die gleich großen Einsystemfahrzeuge der Nordhäuser Straßenbahn (41/67 bzw. 34/68 Plätze). Die Höchstgeschwindigkeit liegt bei 70 km/h. Diese kann jedoch auf den befahrenen Strecken nicht ausgefahren werden, da sowohl im Netz der Straßenbahn als auch der HSB lediglich 50 km/h zulässig sind.
Mit der Herstellung des Verbindungsgleises in Nordhausen konnte am 1. Mai 2004 die neue Linie 10 der Nordhäuser Straßenbahn vom Krankenhaus in Nordhausen über den Bahnhof und die HSB-Strecke bis zur Neanderklinik in Ilfeld eröffnet werden. Werktags fährt diese Linie etwa stündlich, am Wochenende ist ein Zwei-Stunden-Takt eingerichtet. Zwischen diesen Fahrten verkehren Triebwagen der HSB von Ilfeld her bis auf den Bahnhofsvorplatz in Nordhausen. Die lokbespannten Züge der HSB kehren im benachbarten Bahnhof Nordhausen Nord.